# Хвосты (горное дело)
Хвосты́ (в горном деле) — отходы обогащения полезных ископаемых, состоящие в основном из пустой породы, то есть имеющие минимальное содержание полезного компонента. Как правило, хвосты непригодны для дальнейшей переработки и укладываются в отвалы и/или хвостохранилища.
Если стадий обогащения руды несколько, то каждая стадия имеет, как правило, два исходящих потока: промпродукт с повышенным содержанием полезного компонента (промежуточный концентрат) и промпродукт с пониженным содержанием полезного компонента (хвосты стадии). Следует понимать, что отнесение продукта обогащения руды к конечным хвостам обогащения зависит от текущего уровня развития техники и технологии обогащения. Так, например, известны способы переработки продуктов обогащения твёрдых полезных ископаемых. Поэтому отвалы и хвостохранилища, содержащие значительное количество полезных компонентов, называют техногенными месторождениями.
Преимущество хвостов обогащения для дальнейшей переработки и использования в промышленности заключается в первую очередь в их относительной однородности по гранулометрическому и химическому составу. Наиболее перспективны для использования в строительстве отходы, образующиеся при сухих способах обогащения — хвосты сухой магнитной сепарации, сухой гравитации. После предварительной подготовки (рассева) они полностью используются в качестве щебня.
Хвосты мокрой магнитной сепарации являются мелкодисперсными отходами, за год на горно-обогатительных комбинатах России их накапливается более 150 млн т. Например, на шламохранилище Качканарского горно-обогатительного комбината уже скопилось более 900 млн т отходов основного производства — добычи и обогащения титаномагнетитов. Они содержат много ценных металлов, в том числе скандия, галлия, стронция, титана. При этом количество скандия в отходах превышает 100 000 т — это составляет более 60 % мировых запасов этого металла.